# Laura Mau
Laura Mau Orlandini (La Perla, Callao; 14 de octubre de 1963) es una cantautora, expolicía y profesora de canto peruana. 
Es reconocida por su amplia trayectoria artística, siendo la intérprete pionera de la salsa peruana y una de las máximas referentes del género musical en la actualidad a nivel nacional e internacional.  
Alcanzó a la popularidad por haber interpretado el tema musical «Deseada», estrenada en 1989, contando con la participación especial de Mario Arseno en los arreglos. También se dió conocer por ser la intérprete de las canciones «Que no me paren la rumba», «Rumba para los chismosos» y la versión peruade «Como una loba» de Milagros Hernández.  
En el año 1989, fue la ganadora de los Premios CIRCE del Círculo de Cronistas de Espectáculo del Perú. 

## Biografía

### Primeros años e inicios
Laura Mau Orlandini nació el 14 de octubre de 1963 en La Perla, distrito de la Provincia Constitucional del Callao, bajo el seno de una familia ligada a la música. Es la hermana menor del fallecido cantante de cumbia peruana Julio Mau, exintegrante de las bandas musicales Cuarteto Continental y Los Mirlos. Vivió sus primeros años en el Rimac, la cual comenzaría su interés por el canto a la edad de los seis años. Llegando a cumplir la mayoría de edad, formó parte de la Guardia Republicana del Perú (GRP) (hoy integrada a la Policía Nacional del Perú (PNP)), la cual había integrado a la orquesta de la dicha entidad. Aunque fue egresada, Mau optó con abandonar la profesión.
Mau inició su carrera musical en el año 1980, integrando a diferentes agrupaciones musicales de cumbia peruana, asi como otros géneros.Formó parte de la orquesta Hermanos Silva y de Rulli Rendo, en ésta última, interpretando canciones de vallenatos y merengues.Más tarde, inicia su incursión en la salsa, al conformar las bandas musicales Aníbal López y la Única, Saragüey, y La Clave del Callao.

### Perú Salsa All Stars y «Deseada»
Ya para mediados de los años 1980, Mau se convierte en la integrante original y fundadora de la orquesta Perú Salsa All Stars, bajo la dirección musical de Óscar «Pitín» Sánchez. Durante su estadía, lanza su primer éxito musical «Deseada» en el año 1989, con la participación de Mario Arseno en los arreglos, la cual obtuvo una gran aceptación dentro de las emisoras locales y se convirtió en el tema símbolo de su trayectoria y carta de presentación en sus conciertos. Pese al éxito, Mau entró en disputa con Arseno por los derechos de autor de las canciones «Deseada» y «Que no paren la rumba» en el año 2010 ante Indecopi. Mau afirmó ser la compositora del tema; por otro lado, Arseno inscribió la autoria de «Deseada» y «Qué no paren la rumba» bajo su nombre ante el Apdayc como compositor indiscutible.El tema «Deseada» entró al top 10 de «las canciones salseras peruanas de todos los tiempos», ocupando el puesto 9, compartiendo con el tema «Sin ti», interpretado por Antonio Cartagena, quien formó parte del grupo musical como invitado especial.

### Orquesta La Original y carrera como solista
En el año 1991, Mau se lanza oficialmente como solista con su grupo musical Orquesta La Original, lanzando su disco debut en estudio «Suspiros» en colaboración con la disquera local Iempsa, incluyendo a las canciones «Como una loba» de Milagros Hernández y «Soltera y libre».[cita requerida] Gracias a su popularidad, le permitió a continuar su carrera en Estados Unidos, donde radicó por varios años, además de haber sido invitada especial de la campaña presidencial del exmandatario Barack Obama en 2008.
Mau regresó al Perú en el año 2012 retomando su trabajo musical con Orquesta La Original, con quién con ella ha lanzado su álbum recopilatorio en 2015 con el nombre de la banda, comprendiendo sus propios temas musicales como «Añoranza», «Eres», «Que no me paren la rumba», «No será facil», «Rumba para los chismosos», «Un beso es poca cosa» y la versión del vals criollo «Yo perdí el corazón».[cita requerida] En el 2013, fue invitada del concierto del cantautor de salsa Ismael Miranda en Perú, que fue realizado en el Callao al lado de la cantante criolla Lucía de la Cruz.
Ha recibido numerosos reconocimientos por su trayectoria artística, la cual fue otorgada con el Diploma de Ciudadano Honorable en 2021 por parte del entonces congresista Orestes Sánchez en plena celebración de aniversario de la capital peruana Lima.[cita requerida] También fue galardonada por la Federación de Periodistas del Perú el año 2023, siendo considerada por el dicho medio como «la sonera de América Latina»,[cita requerida] fue la ganadora de la categoría «Artista del año» en 2018 y 2022 por parte de los Premios El Kero de Oro[cita requerida] y condecorada en marzo de 2023 por parte de CONACO.
Actualmente, Mau se desempeña como secretaria general del Sindicato de Artistas y Compositores del Perú, sin dejar a lado su faceta musical.

### Incursión en la política
En el año 1990, Mau lanzó su candidatura a la alcaldía del distrito de Comas, contando con el respaldo del partido político Frepap.[cita requerida]
En el año 2024, anunció su candidatura a disputada en representación de Lima Metropolitana por el partido político Unido Perú para las elecciones generales de 2026.[cita requerida]

## Controversias

### Polémicas con los cantantes peruanos
Las confesiones de Mau hacia los cantantes peruanos se dio a raíz de la decadencia de la música peruana y la corrupción musical en el Apdayc durante las gestiones del médico cirujano Armando Massé y del compositor Estanis Mogollón, ya que ellos organizan premiaciones que otorgan a personas ajenas al ámbito musical.[cita requerida] A partir de los años 2020, Mau ganó notoriedad por sus opiniones acerca de los nuevos cantantes peruanos, incluyendo la colaboración de la prensa de radio y televisión hacia ellos, y la falta de creatividad de los mencionados.[cita requerida]
En el año 2022 en una de sus entrevistas, Mau habló sobre las nuevas cantantes de su género musical  Daniela Darcourt, Yahaira Plasencia y Brunella Torpoco, la cual Mau ha declarado claramente que ambas no cantan salsa, dejando de lado a la tradicional original, enfocándose mayormente a realizar versiones y cantar fusión. A consecuencia de su opinión, obtuvo el rechazo del público en respaldo a las intérpretes mencionadas. Mau se justificó afirmando decir la verdad y no de manera crítica, señalando a los jóvenes que se dejan llevar por la moda musical y a Daniela Darcourt que canta en su género musical, que para Mau es la timba fusión música urbana y no la salsa.
En otra entrevista de 2023, Mau habló sobre la versión del tema musical «El cantante» de Héctor Lavoe, compuesta por Rubén Blades, siendo renombrada como «La cantante», que en esta vez fue interpretada por Yahaira Plasencia y Ator Untela, confesando que la mencionada cantante y bailarina debería llevar clases de canto por no saber cantar una canción.
En su entrevista para el programa televisivo del maquillador Carlos Cacho, Mau confesó que planeará sacar la ley de los músicos peruanos, que en la actualidad son olvidados por el Estado Peruano y los medios de comunicación nacionales.
En el año 2024, Mau habló sobre Antonio Cartagena, afirmando que él entró a la banda musical Perú Salsa All Stars como invitado especial y fue gracias a ella que Cartagena ha interpretado el tema musical «Sin ti», el éxito musical del cantante. Al inicio, Mau iba interpretar la canción. Por su parte, Cartagena afirmó que la cantante salsera no estuvo involucrada en su éxito, agradeciendo especialmente al empresario musical Boris Gómez por su participación y confiesa que Mau fue una empleada más del grupo.Mientras tanto, en una publicación de su cuenta personal de Facebook, Mau confesó que el empleado era él y no ella, ya que fue la fundadora de Perú Salsa All Stars. El problema que tuvo con Cartagena entró a los tribunales. Según su versión, Mau afirmaba que Cartagena mendigaba en las orquestas de salsa para que lo contrataran y las canciones compuestas por él, fueron fracasos.
En ese mismo año, Mau habló sobre sus diferencias con Lucía de la Cruz, afirmando que no es su amiga y confesó que de la Cruz la amenazó. Según sus declaraciones, también afirmó que de la Cruz había perdido la voz y se dedica a hablar lisuras dentro y fuera de los escenarios, la razón de su diferencia con la cantante de música criolla.
En el año 2025, Mau ganó controversia por haber declarado «injusta» la victoria de los músicos Tony Succar y Mimy Succar en los Premios Grammy de ese año, afirmando que a ellos le «regalaron» el galardón por la colaboración de Gloria Estefan y Sheila E. en la nueva versión de «Bemba colorá» de Celia Cruz, que Mau la consideró como «copia» de la original. Según su versión, Mau afirmó que la cantante cubana y su esposo Emilio Estefan son amigos de los Succar, quienes estuvieron detrás de la premiación en los Grammy.
A finales de 2024, Mau prohibió a la orquesta Son Tentación a utilizar sus canciones sin su autorización. Mau habló sobre la vocalista Paula Arias, afirmando que no la conoce como cantante sino como bailarina.

### Controversias contra los presentadores de prensa rosa
En el año 2024, Mau ganó notoriedad por su conflicto con la presentadora de espectáculos Magaly Medina, debido a que esta última se dedica a criticar a las personalidades del espectáculo local de forma negativa.
Mau fue invitada al programa matutino América hoy de América Televisión en 2024 como parte del jurado de un segmento de canto, para declarar sus diferencias con el bailarín y presentador Edson Dávila, debido a que Dávila se burló de su forma de bailar durante la emisión del espacio web Edson pa' que más. Adicionalmente, mandó un mensaje en su cuenta de Instagram, tildándolo de «huachafo» al bailarín debido a lo sucedido.

## Discografía

### Álbumes
- 1990: «Deseada»
- 1991: «Suspiros»
- 2011: «Laura Mau & La Original»
- 2015: «Laura Mau & Orquesta La Original»

## Premios y nominaciones
| Año  | Premios                | Categoría         | Resultado | Ref.             |
| ---- | ---------------------- | ----------------- | --------- | ---------------- |
| 2018 | Premios El Kero de Oro | «Artista del año» | Ganadora  | [cita requerida] |
| 2022 | Premios El Kero de Oro | «Artista del año» | Ganadora  | [cita requerida] |

### Premios honoríficos
- Diploma de Ciudadano Honorable del Congreso de la República del Perú (2021)[cita requerida]
- Condecoración del gobierno de Estados Unidos[cita requerida]
- Reconocimiento de la Federación de Periodistas del Perú (2023)[cita requerida]
- Reconocimiento de la Policía Nacional del Perú (2019)[22]